# Marly (Mosela)
Marly é uma comuna francesa na região administrativa de Grande Leste, no departamento de Moselle. Estende-se por uma área de 11,00 km². Em 2010 a comuna tinha 10 391 habitantes (densidade: 944,6 hab./km²).